# 비치 샌들은 왜 없어질까?
〈비치 샌들은 왜 없어질까?〉(ビーサンはなぜなくなるのか?)는 HKT48의 15번째 싱글이다.